# Ludolf Penkert
Carl Ludolf Penkert (* 20. Dezember 1844 in Sangerhausen; † 1. Mai 1904 in Merseburg) war ein deutscher Arzt und Regierungsbeamter, zuletzt als königlich-preußischer Regierungs- und Geheimer Medizinalrat der Bezirksregierung der preußischen Provinz Sachsen.

## Leben
Penkert diente nach seinem Studium der Medizin an der Universität Greifswald, wo er 1867 promovierte, als Militärarzt im Sanitätskorps der Preußischen Armee. Als solcher nahm er am Deutsch-Französischen Krieg 1870/71 teil. Am 19. Januar 1875 als Assistenzarzt 2. Klasse der Reserve aus dem aktiven Armeedienst verabschiedet, ließ er sich als praktischer Arzt in Artern nieder. Er wirkte aber nebenberuflich als Militärarzt im 1. Thüringischen Landwehr-Regiment Nr. 31 weiter, wo er 1881 als Stabsarzt verzeichnet ist.
Bereits im Jahr 1874 wurde Penkert die kommissarische Verwaltung der Kreiswundarztstelle des Kreises Sangerhausen übertragen. 1876 wurde er schließlich mit Belassung seines Wohnsitzes in Artern zum ordentlichen Kreiswundarzt des Kreises Sangerhausen ernannt. Als solcher ist er auch im Handbuch der preußischen Provinz Sachsen von 1877 verzeichnet. In dieser Zeit war Penkert auch wirkliches Mitglied des Allgemeinen ärztlichen Vereins von Thüringen. 1881 nahm Penkert als Mitglied und Teilnehmer der 54. Versammlung Deutscher Naturforscher und Ärzte in Salzburg teil. Penkert war maßgeblich an der Gründung des Arterner Krankenhauses beteiligt, dessen erster Arzt er war.
Im Jahr 1889 wurde Penkert das Amt des Kreisphysikus des Kreises Merseburg übertragen, womit er seinen Wohnsitz in die Hauptstadt der preußischen Provinz Sachsen verlegte. Als Kreisphysikus war er bis 1895 im Rang und mit Titel eines königlich-preußischen Sanitätsrates tätig. Im gleichen Jahr wurde er als Referatsleiter im Rang und mit Titel eines königlich-preußischen Regierungs- und Geheimen Medizinalrates in die Bezirksregierung der Provinz Sachsen berufen. Als solcher berichtete er auch an den Minister der geistlichen Unterrichts- und Medizinalangelegenheiten der preußischen Regierung in Berlin, so u. a. in einem Schreiben vom 26. März 1903. Das Amt in der Bezirksregierung in Merseburg übte er bis zu seinem Tod aus.
Penkert erlag im 60. Lebensjahr einem Herzinfarkt. Das Familiengrab auf dem Stadtfriedhof St. Maximi (Merseburg) ist erhalten.

## Schriften
- Kurze Anleitung zur Trichinenschau. Zum Unterrichte und zur Wiederholung. Merseburg, Verlag von Friedrich Stollberg, 1893,[12]

## Familie
Ludolf Penkert war mit Anna geb. Haussknecht (* 7. Februar 1852; † 18. Februar 1912 in Merseburg) verheiratet. Das Paar hatte drei Kinder:
- Max Penkert (* 20. April 1877 in Artern; † 31. Januar 1955 in Magdeburg), Gynäkologe und Geburtshelfer[13]
- Ludolf Penkert (* 27. Oktober 1879 in Artern; † 23. September 1946 in Merseburg)[14][15], Rechtsanwalt und Notar,[16] Fachbuchautor[17][13]
- Else Penkert,[18] Malerin, pflegte freundschaftlichen und künstlerischen Kontakt zu Alfred Mohrbutter[19] ⚭ Hugo Müller-Otfried (1860–1933), königlich-preußischer Verwaltungsbeamter und Landrat zu Bleckede, Sohn des  Juristen und Landesdirektors der preußischen Provinz Hannover, Karl Hugo Müller (1830–1908) und Enkel des Altphilologen Karl Otfried Müller (1797–1840).